# Скоклево
Ско́клево (бел. Скоклева) — деревня в составе Антоновского сельсовета Чаусского района Могилёвской области Республики Беларусь.

## Население
- 2010 год — 36 человек